# Ernst Priemé
Ernst Lauritz Olaf Priemé (10. juli 1902 i København – 9. juni 1977 i Gentofte) var en dansk økonom, journalist og chefredaktør.
Priemé blev student i 1921 og cand.polit. fra Københavns Universitet i 1927. I studieårene var han ansat ved Finanstidende og kom som nyuddannet til Politiken. Her var han først journalist, senere redaktionssekretær fra 1930 og fra 1954 redaktionschef. Han blev medlem af chefredaktionen i 1959 og i 1963 chefredaktør; en post han beholdt til sin pensionering i 1970. Til sin død forblev han medlem af Politikens bestyrelse.
Ernst Priemé er begravet på Solbjerg Parkkirkegård.